# Iida Pöllänen
Iida Pöllänen (ur. 12 marca 2005) – fińska siatkarka, grająca na pozycji przyjmującej, reprezentantka kraju.
Wychowanka klubu Kauhavan Wisa. W latach 2019–2022 zawodniczka Kuortaneen Urheiluopisto. Od 2022 roku siatkarka LP Kangasala.
Wraz z młodzieżową reprezentacją kraju U19 wywalczyła dwa złote medale rozgrywek NEVZA (North European Volleyball Zonal Association) w 2021 i 2022.
Do seniorskiej reprezentacji Finlandii powoływana od 2023 roku. Znalazła się w składzie na turniej eliminacyjny do Mistrzostw Europy 2023.